# Andriy Volodymyrovych Parubiy
Andriy Volodymyrovych Parubiy (tiếng Ukraina: Андрій Володимирович Парубій; sinh ngày 31 tháng 1 năm 1971) là một chính trị gia Ukraina từng giữ chức Chủ tịch Verkhovna Rada từ ngày 14 tháng 4 năm 2016 đến ngày 29 tháng 8 năm 2019. Trước đây ông từng giữ chức Thư ký Hội đồng Quốc phòng và An ninh Quốc gia Ukraina, được bổ nhiệm sau cuộc biểu tình Euromaidan trong cuộc cách mạng Ukraina năm 2014, cho đến khi ông từ chức vào ngày 7 tháng 8 năm 2014.

## Giáo dục
Năm 1994, ông tốt nghiệp khoa lịch sử của Đại học Lviv, nhận bằng chuyên ngành "nhà sử học, giáo viên lịch sử".
Năm 2001, ông tốt nghiệp trường cao học của Đại học Bách khoa Lviv, chuyên ngành "khoa học chính trị và xã hội học".

## Tiểu sử
Trong những năm trước khi Ukraina giành được độc lập vào năm 1991, Parubiy là một nhà hoạt động vì độc lập và bị chính quyền Cộng hòa Xã hội chủ nghĩa Xô viết Ukraina bắt giữ vì tổ chức một cuộc biểu tình trái phép vào năm 1989. Năm 1991, ông thành lập Đảng Xã hội-Quốc gia Ukraina cực hữu cùng với Oleh Tyahnybok; đảng này kết hợp chủ nghĩa dân tộc cấp tiến và các đặc điểm của chủ nghĩa tân quốc xã (theo tên của nó và dấu hiệu giống như "Wolfsangel"). Năm 1998–2004 Parubiy lãnh đạo tổ chức bán quân sự SNPU, Tổ chức Yêu nước Ukraina. Parubiy rời các tổ chức này vào năm 2004.
Parubiy tham gia Cách mạng Cam năm 2004. Trong cuộc bầu cử quốc hội năm 2007, ông được bầu vào quốc hội Ukraina với tư cách là thành viên Khối Tự vệ Nhân dân Ukraina của chúng ta. Sau đó ông trở thành thành viên của nhóm phó mà sau này trở thành Đảng Vì Ukraina!. Parubiy ở lại Đảng Ukraina của Chúng ta và trở thành thành viên hội đồng chính trị của đảng này.
Từ năm 2002 đến năm 2007, Parubiy là người đứng đầu Hiệp hội dựng tượng đài Stepan Bandera (Комитет из сплрудженния памятника степану вандери, KiSPSB) có trụ sở tại L'viv, cho đến khi bức tượng được hoàn thành. Trước khi trở thành Phó chủ tịch Verkhovna Rada vào năm 2007, ông là phó chủ tịch hội đồng tỉnh Lviv. Vào tháng 2 năm 2010, Parubiy đã yêu cầu Nghị viện Châu Âu xem xét lại phản ứng tiêu cực của mình đối với quyết định của cựu Tổng thống Ukraina Victor Yushchenko trao tặng danh hiệu Anh hùng Ukraina cho Stepan Bandera, lãnh đạo Tổ chức những người theo chủ nghĩa dân tộc Ukraina.
Đầu tháng 2 năm 2012 Parubiy rời Đảng Ukraina của chúng ta vì "quan điểm khác nhau". Năm 2012, ông được bầu lại vào quốc hội trong danh sách đảng Batkivshchyna.
Từ tháng 12 năm 2013 đến tháng 2 năm 2014 Parubiy là chỉ huy của Euromaidan. Ông là điều phối viên của đội an ninh tình nguyện cho những người biểu tình chính thống. Sau đó ông được bổ nhiệm làm Thư ký Hội đồng Quốc phòng và An ninh Quốc gia Ukraina. Việc bổ nhiệm này đã được tân Tổng thống Ukraina (vào lúc đó) Petro Poroshenko phê chuẩn vào ngày 16 tháng 6 năm 2014.
Với tư cách là Thư ký Hội đồng Quốc phòng và An ninh Quốc gia, Parubiy ủng hộ hoạt động chống khủng bố chống lại phe ly khai thân Nga ở miền đông Ukraina.
Parubiy từ chức Thư ký Hội đồng Quốc phòng và An ninh Quốc gia vào ngày 7 tháng 8 năm 2014. Ông từ chối cho biết lý do, nói rằng "Tôi tin rằng việc bình luận về việc tôi từ chức trong thời chiến là không thể chấp nhận được", và ông sẽ "tiếp tục hỗ trợ mặt trận, chủ yếu là các tiểu đoàn tình nguyện". Tổng thống Poroshenko đã ký sắc lệnh xác nhận việc sa thải Parubiy cùng ngày.
Vào tháng 9 năm 2014 Parubiy trở thành thành viên sáng lập đảng Mặt trận Nhân dân mới của mình. Tại cuộc bầu cử Ukraina vào tháng 10 năm 2014, ông được bầu lại làm Đại biểu Nhân dân trong danh sách đảng "Mặt trận Nhân dân". Vào ngày 4 tháng 12, ông được bầu làm Phó Chủ tịch Verkhovna Rada.
Sau khi Volodymyr Groysman từ chức, vào ngày 14 tháng 4 năm 2016, ông được bầu làm Chủ tịch Verkhovna Rada (tương đương với người phát ngôn lập pháp của quốc hội Ukraina).
Ngày 15 tháng 2 năm 2019, Parubiy đã ký sắc lệnh về việc thành lập Văn phòng cải cách quốc hội. Chủ tịch VR lưu ý dự kiến sẽ có 15 nhân viên tham gia làm việc tại Văn phòng theo chỉ đạo công tác của Quốc hội.
Trong cuộc bầu cử quốc hội Ukraina vào tháng 7 năm 2019, Parubiy được xếp thứ hai trong danh sách đảng Đoàn kết Châu Âu. Đảng đã giành được 23 ghế (trong danh sách đảng toàn quốc và 2 ghế khu vực bầu cử) và do đó Parubiy được bầu lại vào quốc hội. Vào ngày 29 tháng 8 năm 2019, Dmytro Razumkov kế nhiệm ông làm Chủ tịch Verkhovna Rada.